# Carta náutica

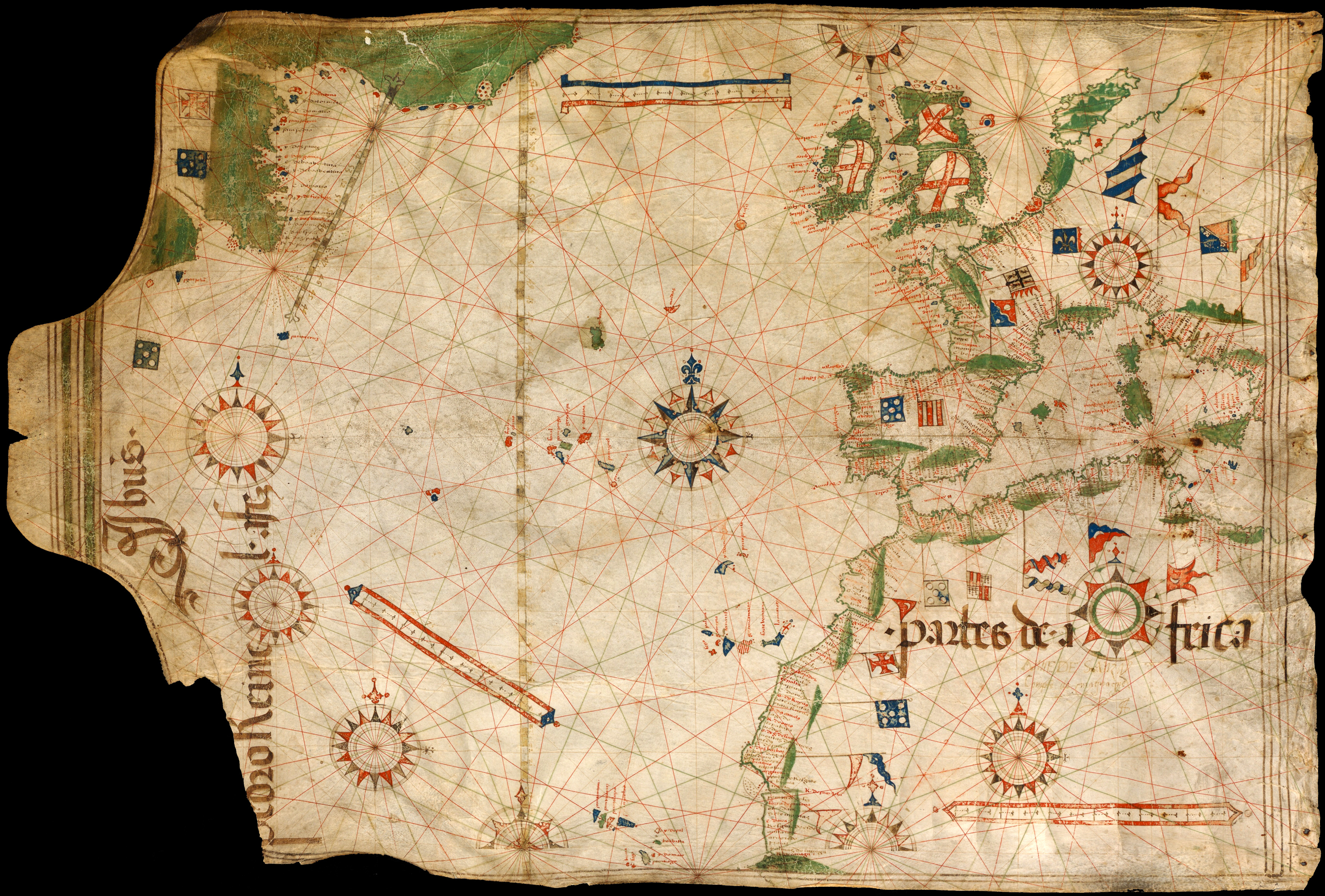
Carta náutica do cartógrafo português Pedro Reinel (c. 1504)

Carta náutica, carta de marear, carta hidrográfica, ou plano hidrográfico é uma representação cartográfica de uma área náutica, podendo representar em conjunto as regiões costeiras adjacentes à área náutica. São o equivalente marítimo dos mapas terrestres, e são as descendentes dos portulanos. Dependendo da escala, pode ter detalhes tanto do relevo da costa quanto do relevo aquático, além de outras informações, como edificações, vegetação, infraestrutura e pontos relevantes da costa.

## História
Uma das mais antigas cartas náuticas conhecidas é o Planisfério de Cantino, de 1502, onde aparece o Brasil e a Linha de Tordesilhas.
Abraão Cresques, cartógrafo judeu de Maiorca que viveu no século XIV, foi o autor do famoso Atlas Catalão de 1375. Foi pai do também cartógrafo Jehuda Cresques, também conhecido por Jaime de Maiorca, um dos cartógrafos ao serviço do Infante D. Henrique. Foi uma das figuras mais destacadas da escola cartográfica maiorquina.
Para além da sua produção cartográfica, construía bússolas, relógios náuticos e outros instrumentos de precisão necessários para a navegação.
Foi protegido pelos reis Pedro III de Aragão, João I de Aragão e Martim I de Aragão. Deixou um conjunto de cartas náuticas realizadas por si e seu filho, actualmente perdidas, embora se lhe atribuam alguns mapas anónimos, como os integrados no Atlas Catalão de 1375.

## Descrição
Desenhadas na Projecção de Mercator, com a excepção das cartas polares acima dos 80º N ou S, estão dividias em três categorias:
- Cartas de Rota - de menor detalhe, cobrem grandes áreas (ex. Carta do Atlântico Norte)
- Cartas de Aproximar - de maior detalhe, cobrem ainda assim grandes distâncias (ex. Carta do Cabo Raso ao Cabo de São Vicente)
- Planos de Porto - de grande detalhe (Plano do Porto de Sines)

Nas margens das cartas hidrográficas estão indicadas as longitudes e as latitudes, de forma gráfica (com traços para os minutos e segundos) que permitem medir as distâncias entre pontos com o compasso. Dado estarem desenhadas na Projecção de Mercator, a cada minuto destas marcações corresponde um milha marítima; contudo, estas devem ser medidas de acordo com a direcção em que se traça a derrota, ou seja, devem se usar as marcações da latitude para medir distâncias no sentido Norte→Sul, e as da longitude para as Este→Oeste, pois à medida que nos vamos afastando do Equador tanto para Norte como para Sul essa representação gráfica vai aumentando de tamanho em centímetros, enquanto para paralelos ao Equador se mantém constante.
A representação de terra nas cartas está limitada à linha da costa e aos pontos conspícuos, tais como faróis ou outras construções, que sejam relevantes para a navegação.
Adicionalmente há ainda informação sobre o tipo dos fundos, perigos para a navegação, canais de navegação, enfiamentos e balizagem, profundidades, correntes, declinação magnética, etc.
Todas as cartas indicam os seus referenciais para o datum e para o zero hidrográfico; em ambos os casos estes podem ser diferentes de uma carta para a outra (incluindo cartas para a mesma área de navegação), de acordo com o organismo que compilou a informação e/ou publicou a carta. A título de curiosidade, por exemplo, nas cartas portuguesas (Instituto Hidrográfico) o ZH está sempre abaixo de água, enquanto nas cartas inglesas pode ficar acima do nível do mar em algumas ocasiões.
A informação nas cartas é complementada pelos Roteiros, Lista de Faróis e Rádio Ajudas, e outras publicações, todas indicadas nas cartas.

## Exemplos de cartas náuticas
- Carta marina
- Planisfério de Cantino